# ボクサー (サイモン&ガーファンクルの曲)
「ボクサー」（原題：The Boxer）は、サイモン&ガーファンクルが1969年に発表した楽曲。
ローリング・ストーンの選ぶオールタイム・グレイテスト・ソング500（2010年版）では106位にランクされている。

## 概要
1969年3月21日、シングル曲として発表された。B面は「ベイビー・ドライバー」。
録音には100時間以上が費やされたと言われており、ナッシュビルとニューヨーク市にあるコロムビア・レコードのスタジオで製作された。またボーカルの一部はニューヨーク市のセント・ポール教会で録音された。バス・ハーモニカはチャーリー・マッコイの演奏。
同年5月17日付のビルボード・Hot 100で7位を記録し、1970年1月26日発売のアルバム『明日に架ける橋』に収録された。
時に本作品は、ボブ・ディランに対するあてこすりではないかと言われることがある（ディランは19歳のとき、故郷のミネソタ州ダルースからニューヨークに出た）。ポール・サイモンはこの噂を否定し次のように述べている。
当のボブ・ディランは、1970年6月に発表したアルバム『セルフ・ポートレイト』の中で本作品をカバーしており、念入りに多重録音によるハーモニーまで行っているが、その意図についてのディラン自身のコメントは発せられていない。
サイモンの1974年のライブ・アルバム『ライヴ・ライミン』にも収録されている。
2020年、新型コロナウイルスの流行により各国で外出禁止の措置がなされる中、サイモンは同年3月より自宅で撮影したライブ演奏を配信し始めた。3月31日、「ニューヨークの人々に捧げます」と述べ「ボクサー」を演奏した。

## 失われた歌詞
本作品には「失われた歌詞」と呼ばれるパートがある。1969年11月のツアー（『ライヴ1969』に収録）に始まり、1973年～74年のポールのソロ・ツアー（『ライヴ・ライミン』収録）でも1981年のセントラル・パーク・コンサートでも披露されたが、スタジオ・バージョンのみ含まれていない歌詞が存在する。そのためこれは、作詞の段階でもともとあった部分だと考えられている。該当箇所は以下のとおり。
Now the years are rolling by me

They are rockin' evenly

I am older than I once was

And younger than I'll be; that's not unusual.

No, it isn't strange

After changes upon changes

We are more or less the same

After changes we are more or less the same

## 日本の歌への影響
本作品は日本の1970年代のフォークソングに与えた影響が大きい。「結婚しようよ/吉田拓郎」「岬めぐり/山本コウタローとウィークエンド」などもあるが、最も再現度が高いのが「赤ちょうちん/かぐや姫」で、ギターの16音符アルペジオ、ベースドラム(相当)のド- -ドド- - - のリズム、"lie la lie..."の部分の(２拍頭の)深い残響が付いたドラム音が踏襲されている。

## カバー
1993年には、ヴィーナス・ペーターがアルバム『BIG "SAD" TABLE』にてカバーした。